# Orangebukig trast
Orangebukig trast (Turdus fulviventris) är en fågel i familjen trastar inom ordningen tättingar.

## Utseende och läte
Orangebukig trast är en distinkt tecknad trast. Huvudet är svartaktigt, liksom strupen, medan bröstet är grått och buken orangeröd, med vita undre stjärttäckare. Sången beskrivs som fyllig och sträv, bestående av varierande fraser, påminnande om en härmtrast. Arten häckar mellan april och augusti i Colombia, medan nyligen flygga ungar har setts i Peru i februari och sjungande fåglar påträffats maj–juli i Venezuela.

## Utbredning och systematik
Fågeln förekommer i östra Anderna i Colombia, nordvästra Venezuela och nordligaste Peru. Den behandlas som monotypisk, det vill säga att den inte delas in i några underarter.

## Levnadssätt
Orangebukig trast hittas i bergstrakter på mellan 1400 och 2600 meters höjd, i fuktiga bergsskogar och intilliggande öppna områden. Den ses vanligen födosöka uppe i träden efter frukter och bär. Olikt många andra trastar ses den dock sällan i artblandade flockar i fruktbärande träd. Ibland kan den påträffas bland torra löv på marken i halvöppna områden som vägrenar och hyggen. Fågeln sjunger från trädtaket.

## Status och hot
Arten har ett stort utbredningsområde, men tros minska i antal, dock inte tillräckligt kraftigt för att den ska betraktas som hotad. Internationella naturvårdsunionen IUCN listar arten som livskraftig (LC).